# Théodoté
Théodoté (en grec ancien Θεοδότη) est une fameuse hétaïre athénienne du Ve siècle av. J.-C. qui fut la compagne d'Alcibiade.

## Biographie
Fameuse hétaïre d'Athènes, Xénophon rapporte une visite que lui fit Socrate. Ayant entendu vanter sa grande beauté (et la fermeté de son sein ajoute Athénée de Naucratis), le philosophe convainc ses disciples qu'il leur faut vérifier ces rumeurs. Quand ils arrivent dans sa maison, où elle vit dans l'opulence avec de nombreuses servantes, la belle pose devant un peintre, ce qui permet au philosophe d'apprécier sa plastique. Il discute alors avec ses disciples pour savoir si c'est Théodoté qui leur fut le plus utile en leur offrant sa beauté, ou eux qui vont lui faire de la publicité en vantant ses charmes. Xénophon rapporte alors le dialogue entre Socrate et la courtisane, le philosophe donnant à la prostituée des idées pour accroître sa clientèle et son emprise sur ses amants. Séduite ou intéressée, Théodoté se fait plus insistante et semble prête à lui accorder ses faveurs, mais Socrate bat en retraite devant les avances de l'hétaïre. 
Théodoté va ensuite devenir une des compagnes d'Alcibiade jusqu'à sa mort. Elle organise elle-même ses funérailles à Melissé en Phrygie après son assassinat. 